# مسح تشييدي

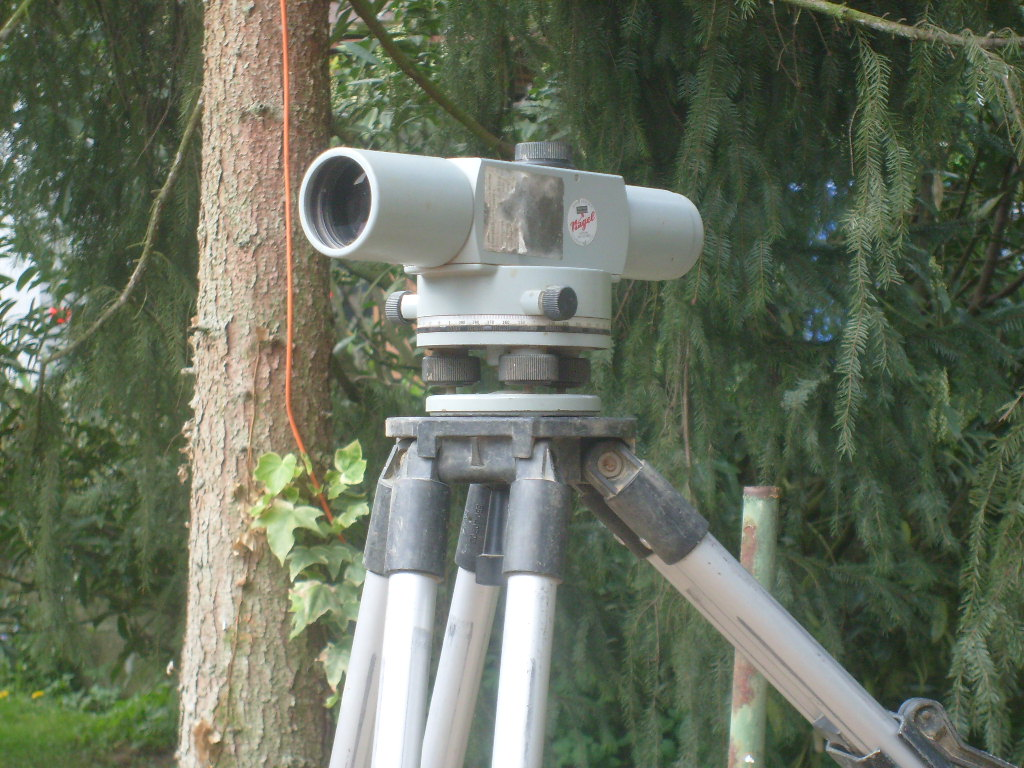

مسح تشييدي أو مسح بنائي (والمعروف أيضًا باسم «علم الحدود»، «تحديد النقاط»، «التخطيط»، «وضع العلامات» أو «مسح البنيان») هو تحديد النقاط المرجعية والعلامات التي ستُوجه إنشاء الهياكل الجديدة مثل الطرق أو المباني. تُحدد عادةً هذه العلامات وفقًا لنظام الإحداثيات المناسب المُختار للمشروع.

## تاريخ استخدام المسح التشييدي
- يُؤكد الشكل المُربع المُتقن تقريبًا والاتجاه الشمالي الجنوبي لهرم الجيزة الأكبر، والذي بُني عام 2700 قبل الميلاد، على إتقان المصريين القدامى لعلم المساحة.

- تُشير عملية إعادة التقييم الحديثة لـستونهنج (عام 2500 قبل الميلاد) إلى وضع مسّاحي عصور ما قبل التاريخ النصب التذكاري في مكانه باستخدام هندسة الإسفين والحبل.[1]

- استُخدمت التقنيات المبنية على أساس هندسي في بناء نفق يوبيلينوس على جزيرة ساموس، في القرن السادس قبل الميلاد.

- يشتهر المسح التكنولوجي الحديث المتقدم بالدقة والكفاءة. على سبيل المثال، استخدم المساحون دعامتين مربوطتين بسلسلة لقياس المسافة. تُفسر هذه التكنولوجيا المسافة فقط وليس الارتفاع. تستخدم التكنولوجيا الحالية نظام تحديد المواقع العالمي والذي يُمكنه قياس المسافة من النقطة أ إلى النقطة ب وكذلك فرق الارتفاع.

## عناصر المسح التشييدي
- تشمل ظروف المسح القائمة لموقع العمل المستقبلي: التضاريس، المباني القائمة، البنية الأساسية والبنية التحتية لباطن الأرض كلما أمكن ذلك (على سبيل المثال، قياس الارتفاعات العكسية وأقطار البالوعات في غرف التفتيش).

- تحديد أركان قطعة الأرض، حدود العمل وموقع مقطورة البناء (دون كافة أعمال الحفر والبناء).

- تحديد النقاط المرجعية والعلامات التي ستُوجه بناء المنشآت الجديدة.

- التحقق من موقع الهياكل أثناء الإنشاء.
- توفير التحكم الأفقي في الطوابق متعددة الأدوار.
- إجراء مسح مدمج: مسح يُجرى في نهاية المشروع الإنشائي للتحقق من إنهاء العمل المُصرح به وفقًا للمواصفات المحددة في الخطط.

## نظم الإحداثيات المستخدمة في الإنشاء
تُجرى مسوحات الأراضي ومسوحات الظروف القائمة بشكل عام وفقًا للإحداثيات الجيوديسية. يُستخدم نظام إحداثيات أكثر ملاءمة للمشروع، تبعًا لأغراض الإنشاء. يتعين على المساح تحويل الإحداثيات الجيوديسية إلى نظام الإحداثيات المُستخدم لهذا المشروع، أثناء مسح المنشآت.

### سلسلة أو محطة
تُقام السلسلة (المُستمدة من سلسلة جنتر؛ 1 سلسلة تُساوي 66 قدمًا أو 100 وصلة) في حالة الطرق أو غيرها من البنية التحتية الخطية، لتتوافق غالبًا مع الخط المركزي للطريق أو خط الأنابيب. تُحدد الهياكل أثناء الإنشاء وفقًا للسلسلة، الإزاحة والارتفاع. تُحدد الإزاحة» يسارًا «أو» يمينًا«بالنسبة لشخص يقف على خط السلسلة ناظرًا في اتجاه زيادتها. تُوضح الرسومات الفنية غالبًا المساقط الأفقية (عند النظر إليها من أعلى)، المساقط الجانبية (مسقط» شفاف«لقطاع يُظهر جميع مساقط قطاعات الطريق الموازية للسلسلة) أو مساقط القطاعات العرضية (مسقط» حقيقي«لقطاع عمودي على السلسلة). تزداد السلسلة بشكل عام من اليسار إلى اليمين، أو من أسفل إلى أعلى في المسقط الأفقي. تظهر المساقط الجانبية مع زيادة السلسلة من اليسار إلى اليمين، وتظهر مساقط القطاعات العرضية وكأن الرائي ينظر في اتجاه زيادة السلسلة (لذلك تكون الإزاحة «اليسرى» على اليسار والإزاحة «اليمنى» على اليمين).
قد يُشار إلى «السلسلة» أيضًا باسم «محطة».

### شبكات المباني
يُقام النظام المُحكم للشبكات غالبًا في حالة المباني بحيث تتوافق صفوف الأعمدة والحوائط الرئيسية الحاملة للمبنى. قد تُحدد الشبكات أبجديًا في اتجاه واحد، ورقميًا في الاتجاه الآخر (كما في خريطة الطريق). تكون الشبكات عادةً عمودية ولكن ليس بالضرورة، وتكون متباعدة بشكل متساوٍ غالبًا. تُرقم أيضًا مناسيب البدروم والطوابق. قد تُحدد أماكن الهياكل، المعدات أو التفاصيل المعمارية بالرجوع إلى قطعة الأرض وأقرب نقطة تقاطع للمحاور المُحكمة.

### نظم إحداثيات أخرى
في أنواع أخرى من المشاريع الإنشائية، تُقام خطوط مرجعية مُحكمة لـ» خط الشمال«، وذلك باستخدام إحداثيات ديكارتية قد تتوافق أو لا تتوافق بالضرورة مع الإحداثيات الحقيقية. تُسمى هذه التقنية بالشبكة المركزية. تستخدم هذه الطريقة شبكات مساقط المباني كإحداثيات عمودية خاصة بها. تُقام نقطة البداية في جنوب غرب شبكة التقاطع. تُضاف الشبكات معًا متجهة نحو الشمال والشرق لصنع الإحداثي العمودي الخاص بكل خط.

## المعدات والتقنيات المستخدمة في المسح التشييدي
تُستخدم معدات المساحة، مثل الموازين والثيودوليتات، للقياس الدقيق للانحراف الزاوي، المسافات الأفقية، العمودية والمائلة بدقة. وتكمل الحوسبة، والقياس الإلكتروني للمسافة، وجهاز المحطة المتكاملة، والمسح بنظام تحديد المواقع العالمي والمسح الضوئي بالليزر (والتي حلت إلى حد كبير محلها) الأدوات البصرية التقليدية.
لا يقيس ميزان البنّاء لا الزوايا الأفقية ولا الرأسية. فهو يجمع ببساطة بين مستوى التسوية الكحولي والتلسكوب كي يسمح للمستخدم بإنشاء خط نظر مرئي على طول سطح مستوٍ. يُمكن استخدامه لنقل الارتفاعات من موقع ما إلى آخر، عند العمل في فريق متعاون معًا. هناك طريقة بديلة لنقل الارتفاع وهي استخدام الماء في خرطوم شفاف لأن مستوى الماء في الخرطوم عند النهاية العكسية سيكون في نفس الارتفاع. يُؤكد المنشور ذو الزاوية المزدوجة اليمنى صحة أنماط الشبكة، ويعزل أخطاء التصميم.

## المعدات والتقنيات المُستخدمة في التعدين وشق الأنفاق
أجهزة المحطة المتكاملة هي أداة المساحة الرئيسية المُستخدمة في مسح واستخراج المعادن.

### التعدين تحت الأرض
يُستخدم جهاز المحطة المتكاملة لتسجيل الموقع المطلق لحوائط النفق (حفر التعدين)، الأسقف (الدعامات) والأرضيات المُؤدية إلى قبو المنجم تحت الأرض. تُحمّل البيانات المسجلة بعد ذلك في برنامج الأوتوكاد، وتُقارن بالمُخطط المُصمم للنفق.
يُثبّت فريق المساحة محطات التحكم على مسافات منتظمة. تُثبت مقابس صغيرة مزدوجة من الصلب في الثقوب المحفورة في الحوائط أو الدعامات. يُثبت مقبسان في الجدران المتقابلة، ما يُشكل خطًا متعامدًا على الجرف، وذلك بالنسبة لأجهزة المحطات الحائطية. يُثبت مقبسان في الخلف، ما يُشكل خطًا موازيًا للجرف، وذلك بالنسبة لأجهزة المحطات الخلفية.
يمكن استخدام مجموعة من المقابس لتحديد موقع جهاز المحطة المتكاملة المُقام في جرف أو نفق من خلال معالجة نظام قياسات المقابس بواسطة التقاطع الأمامي والخلفي.

## المهنة
ظهرت مساحة المباني في السبعينيات كمهنة في المملكة المتحدة من قبل مجموعة من مسّاحي الممارسة العامة ذوي الفكر الفني. مساحة المباني هي مهنة مُعترف بها داخل بريطانيا وأستراليا. ينتشر توظيف المساحين في جميع قطاعات صناعة البناء في أستراليا خصيصًا، نظرًا لعوامل تخفيف/ تقييد المخاطر. لا يزال هناك العديد من البلدان التي لا تعترف بالمساحة كمهنة على نطاق واسع. يتعهد مساحو المباني بخدمات كثيرة ولكنها تشمل:
- التصميم الإنشائي وأعمال البناء.

- إدارة المشاريع ومراقبتها.

- منسق آلية التنمية النظيفة بموجب لوائح البناء (التصميم والإدارة) لعام 2015.

- مستشار قانون الملكية.

- تقدير التأمين والمساعدة في الشكاوى.

- مستشار عيوب الفحص والصيانة.

- مسوحات المباني والمسوحات المُقاسة.

- التعامل مع تطبيقات التخطيط.

- تفتيش المباني لضمان الالتزام بلوائح البناء.

- إجراء مسوحات ما قبل الامتلاك.

- التفاوض بشأن شكاوى الهدم.[3]

ينصح مساحو البناء أيضًا بالعديد من جوانب البناء بما في ذلك:
- التصميم.

- أعمال الصيانة.

- الإصلاحات.

- الترميمات.

- التجديدات.

- الإدامة.

## معرض صور

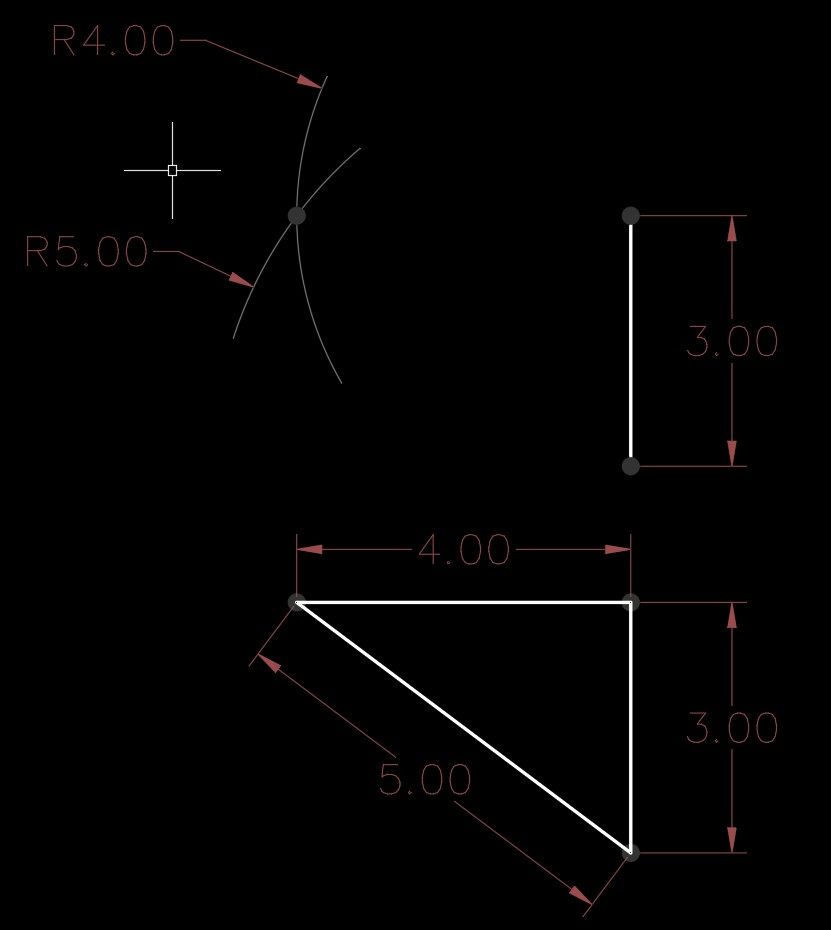
تعتبر طريقة "3-4-5" إحدى الطرق لتحديد الزواية القائمة خلال عمليات الرفع المعماري او البناء